# Paradolmen de la Pallera

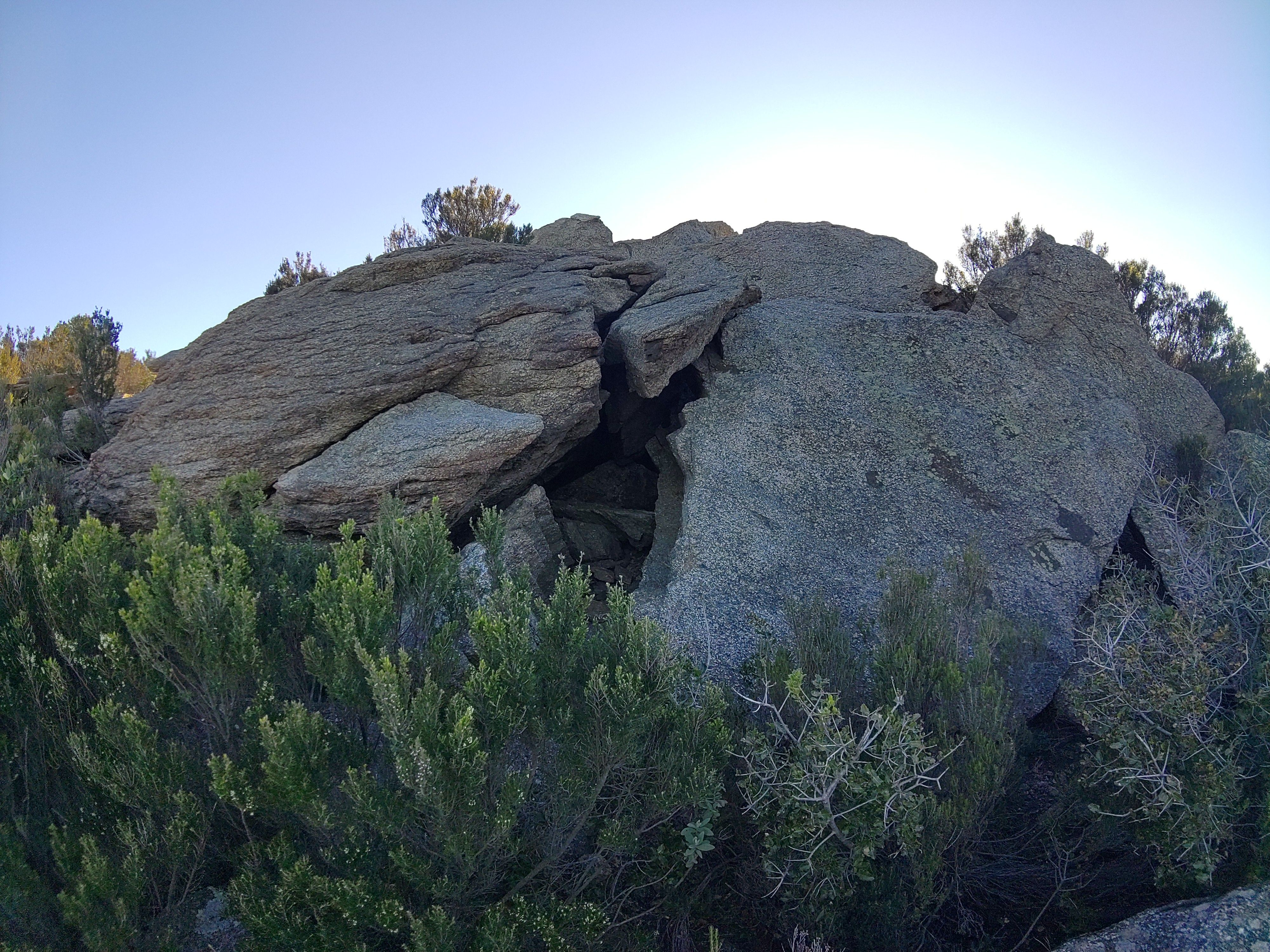
Paradolmen de la Pallera

Der Paradolmen de la Pallera liegt in der Nähe des Klosters Santa Helena de Rodes neben dem Gehöft Mas de la Pallera in Katalonien in Spanien. Der in Katalonien verbreitete, als Paradolmen bezeichnete Dolmentyp ist eine Megalithanlage, die zu wesentlichen Teilen aus Findlingen oder Felsformationen besteht, die einen natürlichen Hohlraum (z. B. ein Abri) bilden, der durch artifizielle Ergänzung zu einer Kammer umgestaltet bzw. als solche genutzt wurde.
Architektonisch wurde bei de la Pallera eine semi-künstliche, runde Kammer mit einem schmalen Gang ausgebildet. Das Ganze wurde mit einem Tumulus bedeckt, der etwa 8,0 bis 9,0 Meter Durchmesser hatte. Archäologischen Ausgrabungen haben noch nicht stattgefunden.
Chronologisch fällt der etwa 500 m über dem Meer gelegene Dolmen in die erste Hälfte des 3. Jahrtausend v. Chr. Aufschlüsse von Gneis, Quarz und Schiefer befinden sich ebenso in der Nähe wie eine Gruppe von Felsritzungen mit kleinen Schälchen und Rinnen, die Radkreuze bilden.